# Filmjahr 1983
Liste der Filmjahre

◄◄ | ◄ | 1979 | 1980 | 1981 | 1982 | Filmjahr 1983 | 1984 | 1985 | 1986 | 1987 | ► | ►►

Weitere Ereignisse

## Ereignisse
- 13. Januar: Die Association of Austrian Filmproducers (AAFP), der Verband der österreichischen Filmproduzenten, wird gegründet.
- 11. April: Bei der Oscarverleihung wird Richard Attenboroughs Spielfilm Gandhi achtfach ausgezeichnet, unter anderem als Bester Film. Ben Kingsley erhält den Oscar als Bester Hauptdarsteller.
- 5. August: In Deutschland startet der James-Bond-Film Octopussy in den Kinos.
- Die Firma THX Ltd. wird von George Lucas als Zertifizierungsstelle für Kinos gegründet.
- Das Filmfest München findet erstmals statt.
- Die Sieger der Bravo Otto Leserwahl 1983:
  - Kategorie – männliche Filmstars: Gold John Travolta, Silber Sylvester Stallone, Bronze Mark Hamill
  - Kategorie – weibliche Filmstars: Gold Jennifer Beals, Silber Sophie Marceau, Bronze Cynthia Rhodes

## Top 10 der erfolgreichsten Filme

### In Deutschland
Die zehn erfolgreichsten Filme an den deutschen Kinokassen nach Besucherzahlen (Stand: 18. November 2018):
| Platz           | Filmtitel                      | Besucher  |
| --------------- | ------------------------------ | --------- |
| 1.              | Die Rückkehr der Jedi-Ritter   | 5.054.635 |
| 2.              | Tootsie                        | 4.513.953 |
| 3.              | James Bond 007 – Octopussy     | 4.324.692 |
| 4.              | Flashdance                     | 3.842.702 |
| 5.              | The Day After – Der Tag danach | 3.081.077 |
| 6.              | Die Supernasen                 | 2.741.323 |
| 7.              | Gandhi                         | 2.520.841 |
| 8.              | Rambo                          | 2.412.191 |
| 9.              | Das fliegende Auge             | 2.355.048 |
| 10.             | Carmen                         | 2.191.965 |
| Kinostarts 1983 |                                |           |

### In Nordamerika
Die zehn erfolgreichsten Filme an den nordamerikanischen Kinokassen.
| Platz | Filmtitel           | Einspielergebnis |
| ----- | ------------------- | ---------------- |
| 1.    | Return of the Jedi  | 309.306.177 $    |
| 2.    | Terms of Endearment | 108.423.489 $    |
| 3.    | Flashdance          | 92.921.203 $     |
| 4.    | Trading Places      | 90.404.800 $     |
| 5.    | WarGames            | 79.567.667 $     |
| 6.    | Octopussy           | 67.893.619 $     |
| 7.    | Sudden Impact       | 67.642.693 $     |
| 8.    | Staying Alive       | 64.892.670 $     |
| 9.    | Mr. Mom             | 64.783.827 $     |
| 10.   | Risky Business      | 63.541.777 $     |

## Filmpreise

### Golden Globe Awards 1983
Am 29. Januar findet im Beverly Hilton Hotel in Los Angeles die Golden-Globe-Verleihung statt.
- Bestes Drama: E.T. – Der Außerirdische von Steven Spielberg
- Bestes Musical/Komödie: Tootsie von Sydney Pollack
- Bester Schauspieler (Drama): Ben Kingsley in Gandhi
- Beste Schauspielerin (Drama): Meryl Streep in Sophies Entscheidung
- Bester Schauspieler (Musical/Komödie): Dustin Hoffman in Tootsie
- Beste Schauspielerin (Musical/Komödie): Julie Andrews in Victor/Victoria
- Bester Nebendarsteller: Louis Gossett Jr. in Ein Offizier und Gentleman
- Beste Nebendarstellerin: Jessica Lange in Tootsie
- Bester Regisseur: Richard Attenborough für Gandhi
- Cecil B. deMille Award: Laurence Olivier

### Oscarverleihung 1983
Die Oscarverleihung findet am 11. April im Dorothy Chandler Pavilion in Los Angeles statt. Moderatoren sind Liza Minnelli, Dudley Moore, Richard Pryor und Walter Matthau
- Bester Film: Gandhi von Richard Attenborough
- Bester Hauptdarsteller: Ben Kingsley in Gandhi
- Beste Hauptdarstellerin: Meryl Streep in Sophies Entscheidung
- Bester Regisseur: Richard Attenborough für Gandhi
- Bester Nebendarsteller: Louis Gossett Jr. in Ein Offizier und Gentleman
- Beste Nebendarstellerin: Jessica Lange in Tootsie
- Beste Filmmusik: John Williams für E.T. – Der Außerirdische
- Bester fremdsprachiger Film: Volver a empezar von José Luis Garci
- Ehrenoscar: Mickey Rooney

### Internationale Filmfestspiele von Cannes 1983
Das Festival beginnt am 7. Mai und endet am 19. Mai. Die Jury unter Präsident William Styron vergibt folgende Preise:
- Goldene Palme: Die Ballade von Narayama von Shōhei Imamura
- Bester Schauspieler: Gian Maria Volonté in Der Tod des Mario Ricci
- Beste Schauspielerin: Hanna Schygulla in Die Geschichte der Piera
- Beste Regie: Robert Bresson für Das Geld und Andrei Arsenjewitsch Tarkowski für Nostalghia
- Großer Preis der Jury: Monty Pythons Sinn des Lebens von Terry Jones

### Internationale Filmfestspiele Berlin 1983
Das Festival beginnt am 18. Februar und endet am 1. März. Die Jury unter Präsidentin Jeanne Moreau vergibt folgende Preise:
- Goldener Bär: Im Schatten der Erinnerung von Edward Bennett und Der Bienenkorb von Mario Camus
- Bester Schauspieler: Bruce Dern in Champions
- Beste Schauspielerin: Yevgeniya Glushenko in Auf eigenen Wunsch verliebt
- Bester Regisseur: Éric Rohmer für Pauline am Strand

### Internationale Filmfestspiele von Venedig 1983
Das Festival beginnt am 31. August und endet am 11. September. Die Jury unter Präsident Bernardo Bertolucci vergibt folgende Preise:
- Goldener Löwe: Vorname Carmen von Jean-Luc Godard
- Großer Preis der Jury: Biquefarre von Georges Rouquier
- Bester Darsteller: Guy Boyd, George Dzundza, David Alan Grier, Mitchell Lichtenstein, Matthew Modine und Michael Wright in Windhunde
- Beste Darstellerin: Darling Légitimus in Die Straße der Negerhütten

### Deutscher Filmpreis 1983
- Bester Film: Der Stand der Dinge von Wim Wenders
- Beste Regie: Peter Lilienthal für Dear Mr. Wonderful und Lutz Konermann für Aufdermauer
- Beste Hauptdarstellerin: Irm Hermann für Fünf letzte Tage, Nastassja Kinski für Frühlingssinfonie, Susanne Lothar für Eisenhans und Lena Stolze für Die weiße Rose
- Bester Hauptdarsteller: Gerhard Olschewski für Eisenhans

### César 1983
- Bester Film: La Balance – Der Verrat von Bob Swaim
- Beste Regie: Andrzej Wajda für Danton
- Bester Hauptdarsteller: Philippe Léotard für La Balance – Der Verrat
- Beste Hauptdarstellerin: Nathalie Baye für La Balance – Der Verrat
- Bester Nebendarsteller: Jean Carmet für Die Legion der Verdammten
- Beste Nebendarstellerin: Fanny Cottençon für Stern des Nordens
- Bester ausländischer Film: Victor/Victoria von Blake Edwards

### British Academy Film Awards 1983
- Bester Film: Gandhi von Richard Attenborough
- Beste Regie: Richard Attenborough für Gandhi
- Bester Hauptdarsteller: Ben Kingsley für Gandhi
- Beste Hauptdarstellerin: Katharine Hepburn für Am goldenen See
- Bester Nebendarsteller: Jack Nicholson für Reds
- Beste Nebendarstellerin: Rohini Hattangadi für Gandhi und Maureen Stapleton für Reds
- Bester fremdsprachiger Film: Christus kam nur bis Eboli von Francesco Rosi

### New York Film Critics Circle Award
- Bester Film: Zeit der Zärtlichkeit von James L. Brooks
- Beste Regie: Ingmar Bergman für Fanny und Alexander
- Bester Hauptdarsteller: Robert Duvall in Comeback der Liebe
- Beste Hauptdarstellerin: Shirley MacLaine in Zeit der Zärtlichkeit
- Bester Nebendarsteller: Jack Nicholson in Zeit der Zärtlichkeit
- Beste Nebendarstellerin: Linda Hunt in Ein Jahr in der Hölle
- Beste Kamera: Gordon Willis für Zelig
- Bester ausländischer Film: Fanny und Alexander von Ingmar Bergman

### National Board of Review
- Bester Film: Betrug von David Hugh Jones und Zeit der Zärtlichkeit von James L. Brooks
- Beste Regie: James L. Brooks für Zeit der Zärtlichkeit
- Bester Hauptdarsteller: Tom Conti in Furyo – Merry Christmas, Mr. Lawrence und Ruben, Ruben
- Beste Hauptdarstellerin: Shirley MacLaine in Zeit der Zärtlichkeit
- Bester Nebendarsteller: Jack Nicholson in Zeit der Zärtlichkeit
- Beste Nebendarstellerin: Linda Hunt in Ein Jahr in der Hölle
- Bester fremdsprachiger Film: Fanny und Alexander von Ingmar Bergman

### Los Angeles Film Critics Association Awards
- Bester Film: Zeit der Zärtlichkeit von James L. Brooks
- Beste Regie: James L. Brooks für Zeit der Zärtlichkeit
- Bester Hauptdarsteller: Robert Duvall in Comeback der Liebe
- Beste Hauptdarstellerin: Shirley MacLaine in Zeit der Zärtlichkeit
- Bester Nebendarsteller: Jack Nicholson in Zeit der Zärtlichkeit
- Beste Nebendarstellerin: Linda Hunt in Ein Jahr in der Hölle
- Bester fremdsprachiger Film: Fanny und Alexander von Ingmar Bergman
- Lebenswerk: Myrna Loy

### Weitere Filmpreise und Auszeichnungen
- AFI Life Achievement Award: John Huston
- David di Donatello: Die Nacht von San Lorenzo (Bester italienischer Film) und Gandhi (Bester ausländischer Film)
- Directors Guild of America Award: Richard Attenborough für Gandhi, John Huston, Elia Kazan und Robert Wise (jeweils Preise für ihr Lebenswerk)
- Evening Standard British Film Award: Schwarzarbeit von Jerzy Skolimowski
- Gilde-Filmpreis: Die Frau nebenan von François Truffaut (Gold ausländischer Film), Die Stunde des Siegers von Hugh Hudson (Silber ausländischer Film), Fitzcarraldo von Werner Herzog (Gold deutscher Film), Céleste von Percy Adlon (Silber deutscher Film)
- Guldbagge: Fanny und Alexander von Ingmar Bergman
- Jupiter: E.T. – Der Außerirdische von Steven Spielberg (Bester Film), Ornella Muti (Beste Darstellerin), Sylvester Stallone (Bester Darsteller)
- Louis-Delluc-Preis: Auf das, was wir lieben von Maurice Pialat
- Max-Ophüls-Preis: Café Malaria von Niki List
- Nastro d’Argento: Die Nacht von San Lorenzo von Paolo und Vittorio Taviani und Gandhi von Richard Attenborough
- National Society of Film Critics Award: Tootsie von Sydney Pollack
- People’s Choice Award: E.T. – Der Außerirdische von Steven Spielberg (populärster Film), Burt Reynolds (populärster Schauspieler), Jane Fonda und Katharine Hepburn (populärste Schauspielerin)
- Preis der deutschen Filmkritik: Uliisses von Werner Nekes
- Toronto International Film Festival: Der große Frust von Lawrence Kasdan (Publikumspreis)
- Writers Guild of America Award: E.T. – Der Außerirdische (Bestes Originaldrehbuch-Drama), Tootsie (Bestes Originaldrehbuch, Komödie), Vermißt (Bestes adaptiertes Drehbuch, Drama), Victor/Victoria (Bestes adaptiertes Drehbuch, Komödie)
- Young Artist Award: E.T. – Der Außerirdische von Steven Spielberg (Bester Fantasyfilm), Rocky III – Das Auge des Tigers von Sylvester Stallone (Bester Familienfilm), Henry Thomas in E.T. – Der Außerirdische (Bester Darsteller), Aileen Quinn in Annie (Beste Darstellerin)

## Geburtstage

### Januar bis März
Januar

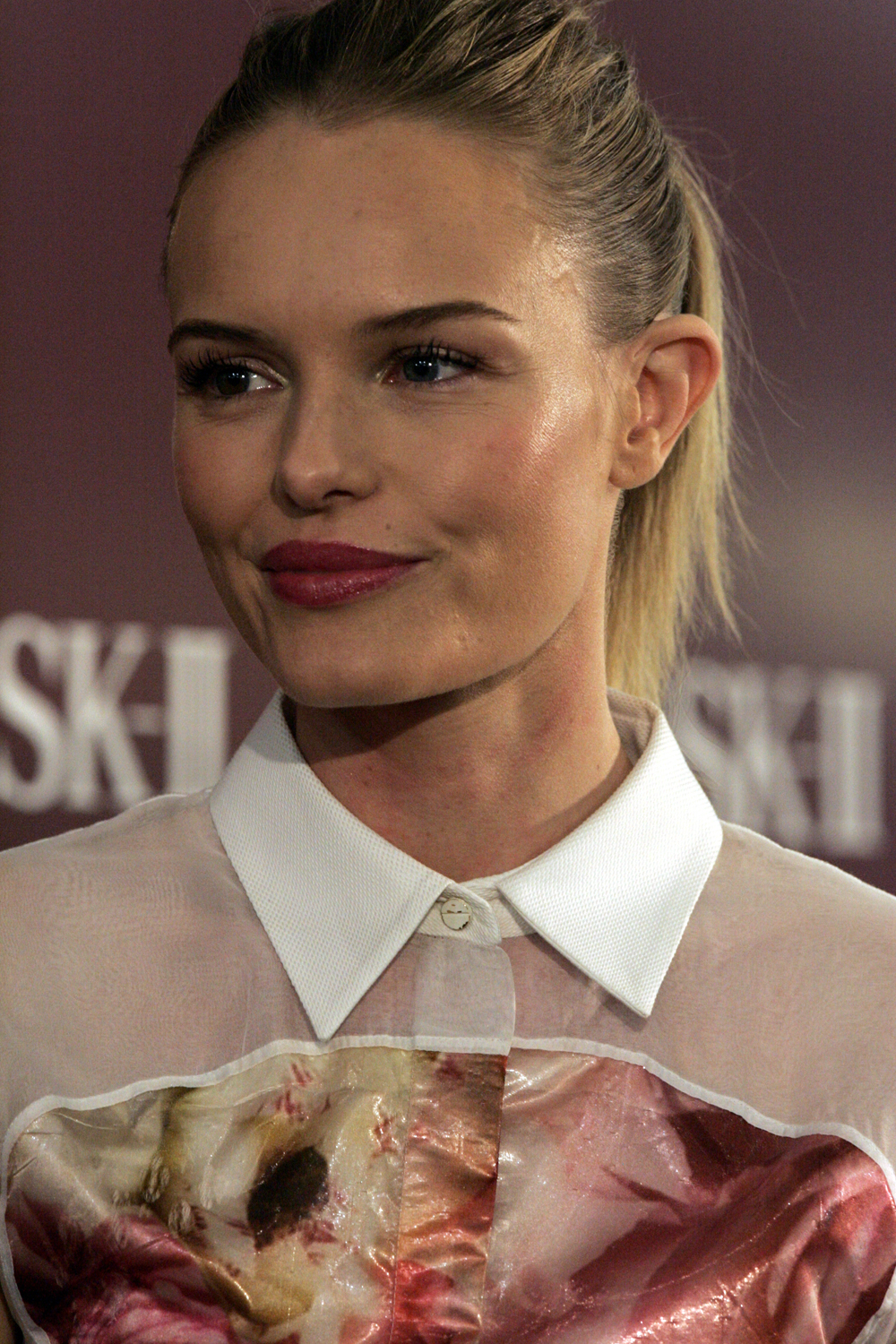
Kate Bosworth (* 2. Januar)

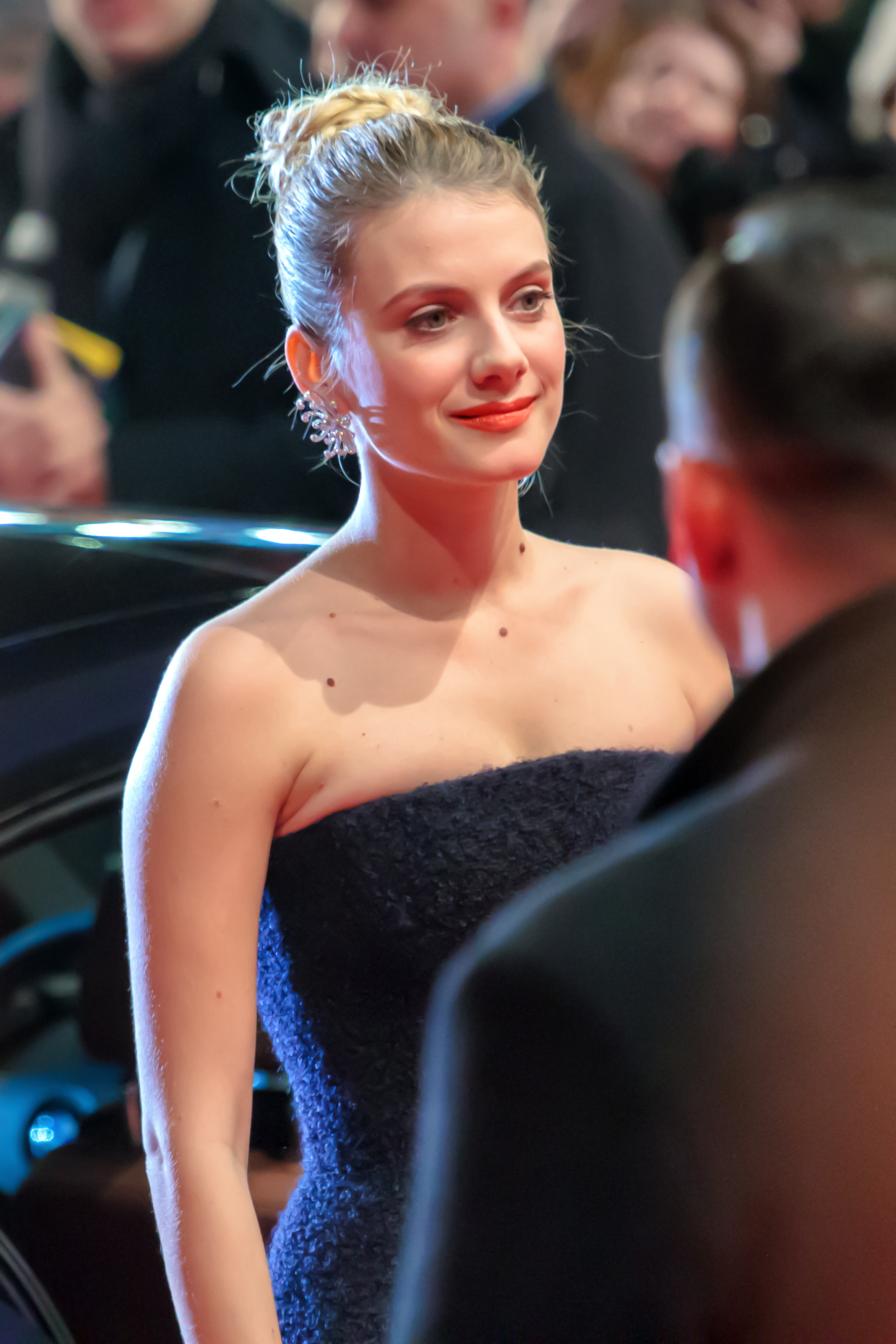
Mélanie Laurent (* 21. Februar)

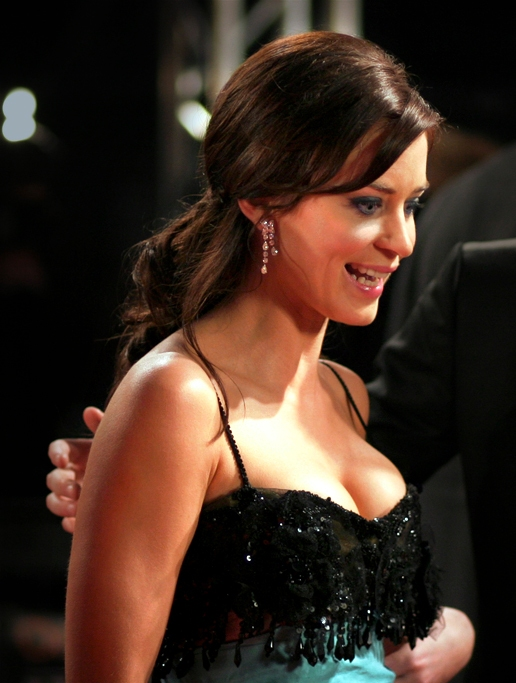
Emily Blunt (* 23. Februar)

- 01. Januar: Jane McGregor, kanadische Schauspielerin
- 02. Januar: Kate Bosworth, US-amerikanische Schauspielerin
- 04. Januar: Kerry Condon, irische Schauspielerin
- 07. Januar: Robert Ri’chard, US-amerikanischer Schauspieler
- 15. Januar: Lena Lauzemis, deutsche Schauspielerin
- 16. Januar: Caroline Frier, deutsche Schauspielerin
- 18. Januar: Samantha Mumba, irische Schauspielerin, Sängerin und Model
- 19. Januar: Samia Chancrin, deutsch-französische Schauspielerin und Regisseurin
- 19. Januar: David Miesmer, österreichischer Schauspieler
- 24. Januar: Craig Horner, australischer Schauspieler
- 28. Januar: Shirli Volk, deutsche Schauspielerin

Februar
- 05. Februar: Flo Ankah, französische Schauspielerin
- 11. Februar: Nicki Clyne, kanadische Schauspielerin
- 13. Februar: Franziska Hackl, österreichische Schauspielerin
- 15. Februar: Ashley Cafagna-Tesoro, US-amerikanische Schauspielerin
- 16. Februar: John Magaro, US-amerikanischer Schauspieler
- 16. Februar: Maren Rainer, deutsche Synchronsprecherin
- 20. Februar: Jeremy Foley, amerikanischer Schauspieler
- 21. Februar: Mélanie Laurent, französische Schauspielerin
- 23. Februar: Emily Blunt, britische Schauspielerin
- 23. Februar: Aziz Ansari, US-amerikanischer Schauspieler
- 27. Februar: Kate Mara, US-amerikanische Schauspielerin

März
- 01. März: Maxi Warwel, deutsche Schauspielerin
- 05. März: Justine Le Pottier, französische Schauspielerin
- 06. März: Luise Helm, deutsche Schauspielerin und Synchronsprecherin
- 09. März: Karina Rasumowskaja, russische Schauspielerin
- 10. März: Ryu Hyun-kyung, südkoreanische Schauspielerin
- 10. März: Sonim Son, japanische Schauspielerin
- 13. März: Moritz Bürkner, deutscher Schauspieler
- 15. März: Sean Biggerstaff, britischer Schauspieler
- 27. März: Kumaran Ganeshan, deutscher Schauspieler
- 31. März: Melissa Ordway, US-amerikanische Schauspielerin

### April bis Juni
April

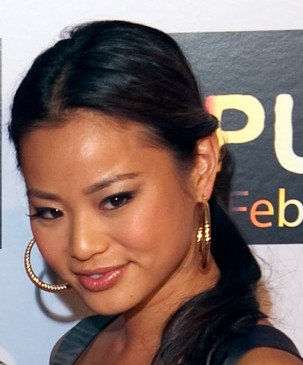
Jamie Chung (* 10. April)

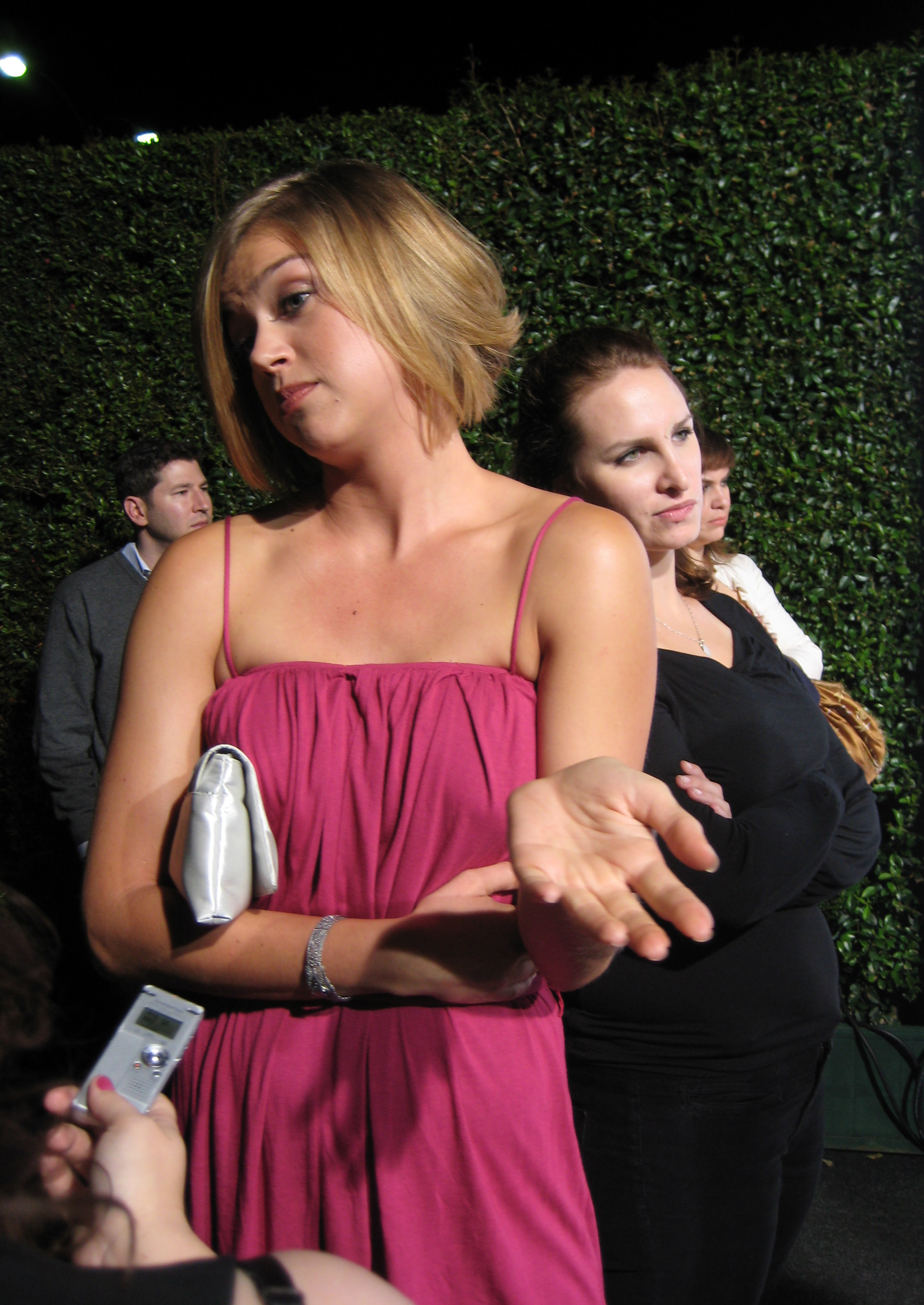
Adrianne Palicki (* 6. Mai)

- 01. April: Ellen Hollman, US-amerikanische Schauspielerin
- 01. April: Matt Lanter, US-amerikanischer Schauspieler
- 01. April: Matthew Linville, US-amerikanischer Schauspieler
- 04. April: Amanda Righetti, US-amerikanische Schauspielerin
- 06. April: Diora Baird, US-amerikanische Schauspielerin
- 10. April: Jamie Chung, US-amerikanische Schauspielerin
- 10. April: Ryan Merriman, US-amerikanischer Schauspieler
- 15. April: Alice Braga, brasilianische Schauspielerin
- 22. April: Francis Capra, US-amerikanischer Schauspieler
- 25. April: Katharina Heyer, deutsche Schauspielerin

Mai
- 05. Mai: Henry Cavill, britischer Schauspieler
- 06. Mai: Adrianne Palicki, US-amerikanische Schauspielerin
- 06. Mai: Gabourey Sidibe, US-amerikanische Schauspielerin
- 07. Mai: Nadja Bobyleva, russisch-deutsche Schauspielerin
- 12. Mai: Alicja Bachleda-Curuś, polnische Schauspielerin
- 12. Mai: Domhnall Gleeson, irischer Schauspieler und Drehbuchautor
- 14. Mai: Amber Tamblyn, US-amerikanische Schauspielerin
- 14. Mai: Anahí, mexikanische Schauspielerin und Sängerin
- 21. Mai: Kim-Sarah Brandts, deutsche Schauspielerin
- 25. Mai: Chelse Swain, US-amerikanische Schauspielerin
- 29. Mai: Nele Kiper, deutsche Schauspielerin
- 31. Mai: Maddalena Hirschal, österreichische Schauspielerin

Juni
- 02. Juni: Julija Snigir, russische Schauspielerin
- 06. Juni: Lyndie Greenwood, kanadische Schauspielerin
- 10. Juni: Leelee Sobieski, US-amerikanische Schauspielerin
- 11. Juni: Ganeshi Becks, deutsche Schauspielerin
- 14. Juni: Louis Garrel, französischer Schauspieler
- 16. Juni: Verónica Echegui, spanische Schauspielerin
- 19. Juni: Aidan Turner, irischer Schauspieler
- 25. Juni: Pegah Ferydoni, deutsche Schauspielerin iranischer Herkunft
- 27. Juni: Alsu Ralifowna Abramowa, russisch-tatarische Sängerin und Schauspielerin

### Juli bis September
Juli

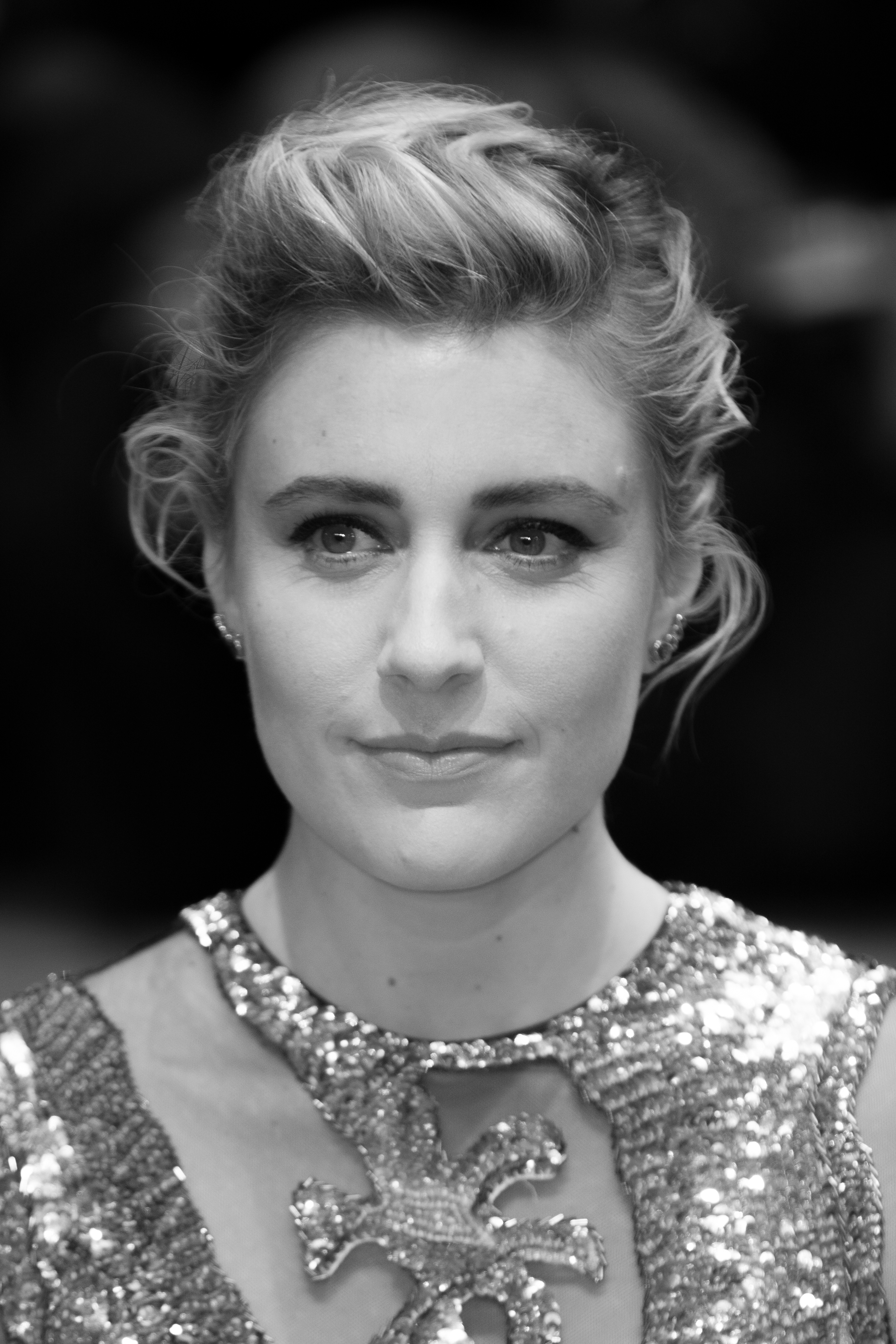
Greta Gerwig (* 4. August)

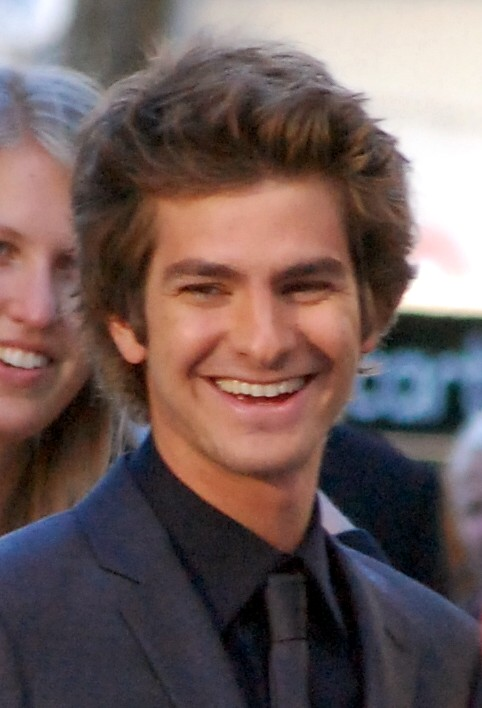
Andrew Garfield (* 20. August)

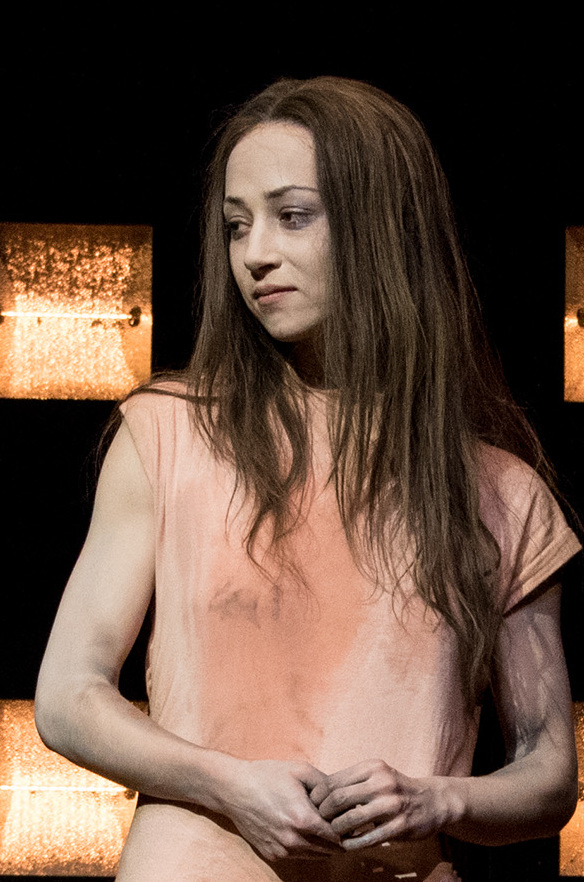
Aenne Schwarz (* 17. September)

- 01. Juli: Lynsey Bartilson, US-amerikanische Schauspielerin
- 06. Juli: Gregory Smith, kanadischer Schauspieler
- 17. Juli: Sarah Jones, US-amerikanische Schauspielerin
- 20. Juli: Martin McCann, irischer Schauspieler
- 22. Juli: Jodi Albert, britische Schauspielerin
- 22. Juli: Sunny Bansemer, deutsche Schauspielerin
- 23. Juli: Rebecca Cartwright, australische Schauspielerin
- 31. Juli: Barbara Lanz, österreichische Schauspielerin

August
- 02. August: Korkmaz Arslan, deutsch-türkischer Schauspieler und Produzent
- 02. August: Thomas Stipsits, österreichischer Kabarettist und Schauspieler
- 03. August: Mamie Gummer, US-amerikanische Schauspielerin
- 04. August: Nathaniel Buzolic, australischer Schauspieler
- 04. August: Greta Gerwig, US-amerikanische Schauspielerin
- 05. August: Sabrina Reiter, österreichische Schauspielerin
- 07. August: Maggie Castle, kanadische Schauspielerin
- 08. August: Esra Vural, deutsche Synchronsprecherin
- 09. August: Ashley Johnson, US-amerikanische Schauspielerin
- 10. August: Spencer Redford, US-amerikanische Schauspielerin
- 11. August: Chris Hemsworth, australischer Schauspieler
- 13. August: Sebastian Stan, US-amerikanischer Schauspieler
- 14. August: Mila Kunis, US-amerikanische Schauspielerin
- 15. August: Tom Lass, deutscher Schauspieler
- 20. August: Andrew Garfield, britischer Schauspieler
- 30. August: Matsumoto Jun, japanischer Schauspieler

September
- 01. September: Darja Moros, russische Schauspielerin
- 01. September: Tedros Teclebrhan, deutscher Schauspieler und Komödiant
- 03. September: Alexander Klaws, deutscher Popsänger, Schauspieler und Musicaldarsteller
- 05. September: Georg Malcovati, deutscher Schauspieler
- 09. September: Zoe Kazan, US-amerikanische Schauspielerin
- 16. September: Bernhard Bozian, deutscher Schauspieler
- 17. September: Aenne Schwarz, deutsche Schauspielerin
- 20. September: Sayuri Anzu, japanische Schauspielerin
- 21. September: Maggie Grace, US-amerikanische Schauspielerin
- 21. September: Joseph Mazzello, US-amerikanischer Schauspieler
- 22. September: Klaas Heufer-Umlauf, deutscher Fernsehmoderator, Schauspieler, Sänger, Entertainer, Fernsehproduzent und Unternehmer
- 28. September: Sarah Wright, US-amerikanische Schauspielerin

### Oktober bis Dezember
Oktober

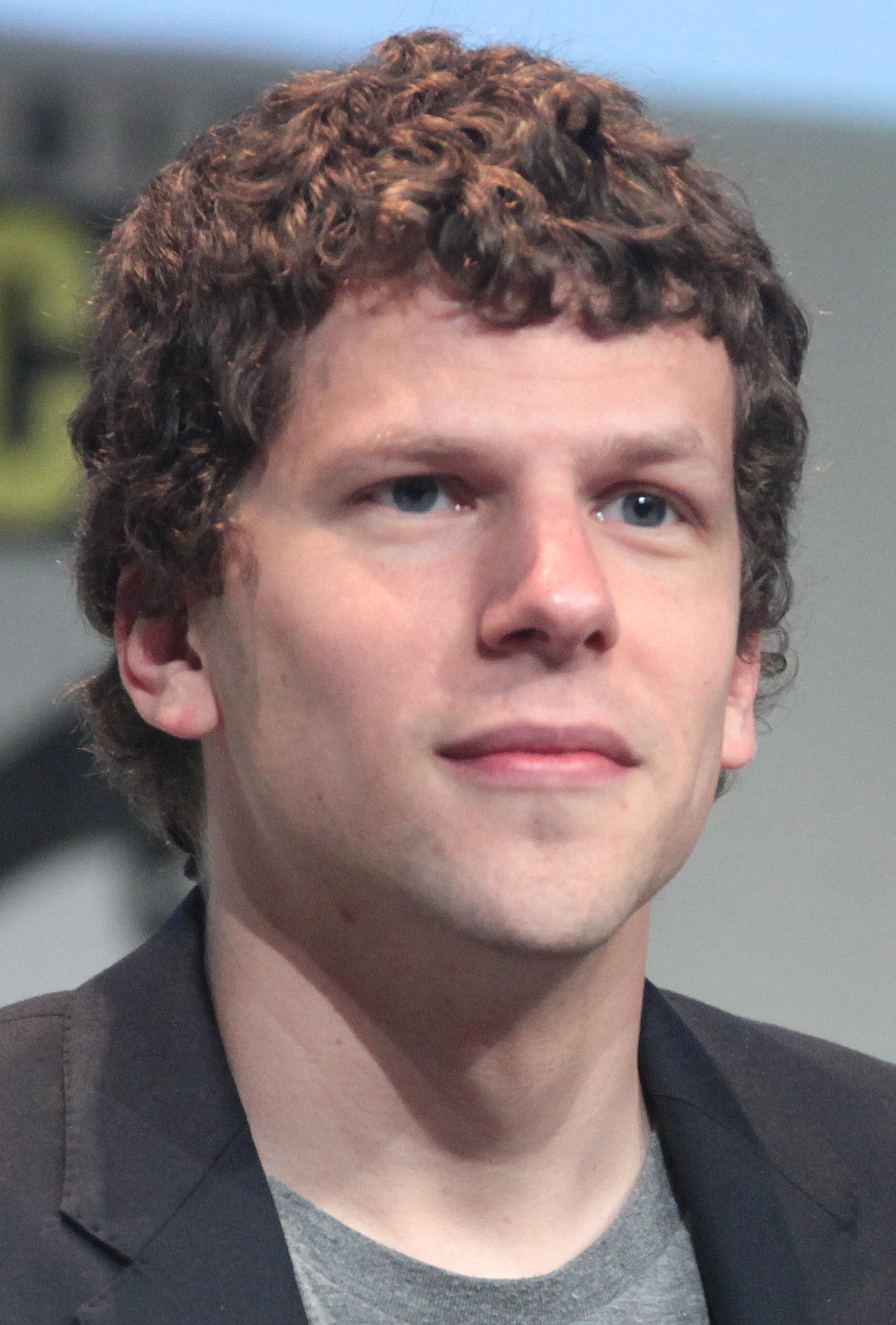
Jesse Eisenberg (* 5. Oktober)

- 03. Oktober: Tessa Thompson, US-amerikanische Schauspielerin
- 03. Oktober: Achmed Akkabi, niederländischer Schauspieler
- 04. Oktober: Vicky Krieps, luxemburgisch-deutsche Schauspielerin
- 05. Oktober: Jesse Eisenberg, US-amerikanischer Schauspieler
- 09. Oktober: Gethin Anthony, britischer Schauspieler
- 12. Oktober: Joyce Ilg, deutsche Schauspielerin, Moderatorin und Synchronsprecherin
- 17. Oktober: Michelle Ang, neuseeländische Schauspielerin
- 19. Oktober: Rebecca Ferguson, schwedische Schauspielerin
- 20. Oktober: Alona Tal, israelische Schauspielerin
- 28. Oktober: Kyle Sabihy, US-amerikanischer Schauspieler

November
- 03. November: Bo Hansen, deutscher Schauspieler
- 10. November: Benjamin Munz, deutscher Produzent
- 12. November: Kate Bell, australische Schauspielerin
- 15. November: Viviënne van den Assem, niederländische Schauspielerin
- 15. November: Laura Smet, französische Schauspielerin
- 17. November: Viva Bianca, australische Schauspielerin
- 24. November: Swetlana Swetikowa, russische Sängerin und Schauspielerin
- 24. November: Karine Vanasse, kanadische Schauspielerin
- 27. November: Arjay Smith, US-amerikanischer Schauspieler
- 29. November: Adam Zolotin, US-amerikanischer Schauspieler

Dezember
- 02. Dezember: Daniela Ruah, US-amerikanische Schauspielerin
- 02. Dezember: Michael Wesley-Smith, neuseeländischer Schauspieler
- 09. Dezember: Jolene Purdy, US-amerikanische Schauspielerin
- 11. Dezember: Marlon Kittel, deutscher Schauspieler
- 13. Dezember: Tanya van Graan, südafrikanische Schauspielerin
- 20. Dezember: Jonah Hill, US-amerikanischer Schauspieler
- 21. Dezember: Steven Yeun, südkoreanisch-US-amerikanischer Schauspieler
- 30. Dezember: Noley Thornton, amerikanische Schauspielerin

### Genaues Datum unbekannt
- Michael Epp, deutsch-britischer Schauspieler

## Verstorbene

### Januar bis März
Januar

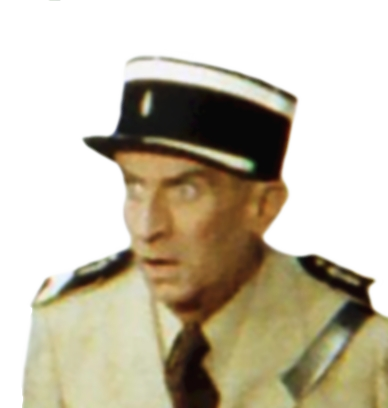
Louis de Funès (1914–1983)

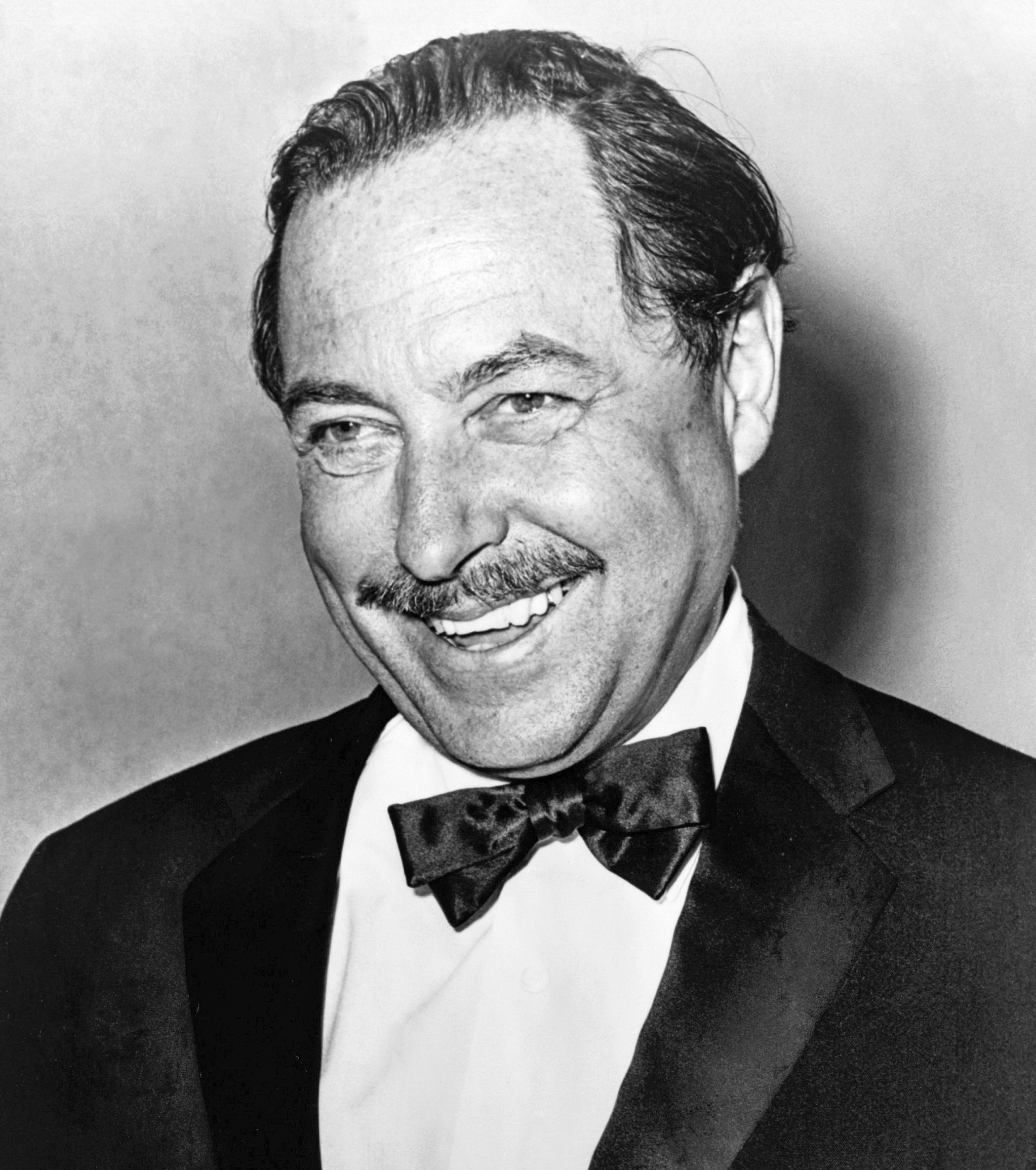
Tennessee Williams (1911–1983)

- 02. Januar: Maria Besendahl, deutscher Schauspieler (* 1901)
- 07. Januar: Fred Church, US-amerikanischer Schauspieler (* 1888)
- 09. Januar: David Hempstead, US-amerikanischer Produzent und Drehbuchautor (* 1909)
- 11. Januar: Grigori Roschal, sowjetischer Regisseur (* 1899)
- 15. Januar: Shepperd Strudwick, US-amerikanischer Schauspieler (* 1907)
- 20. Januar: Karl Löb, deutscher Kameramann (* 1910)
- 21. Januar: Dana Medřická, tschechische Schauspielerin (* 1920)
- 24. Januar: George Cukor, US-amerikanischer Regisseur (* 1899)
- 27. Januar: Louis de Funès, französischer Komiker (* 1914)
- 27. Januar: Ruth Weyher, deutsche Schauspielerin (* 1901)

Februar
- 03. Februar: Josephine Dunn, US-amerikanische Schauspielerin (* 1906)
- 19. Februar: João Guedes, portugiesischer Schauspieler und Regisseur (* 1921)
- 25. Februar: Tennessee Williams, US-amerikanischer Schriftsteller (* 1911)

März
- 09. März: Faye Emerson, US-amerikanische Schauspielerin (* 1917)
- 14. März: Heinz Paul, deutscher Produzent und Regisseur (* 1893)
- 14. März: Maurice Ronet, französischer Schauspieler (* 1927)
- 15. März: Rebecca West, britische Schauspielerin (* 1892)
- 27. März: James Hayter, britischer Schauspieler (* 1907)
- 28. März: Walter Reisch, österreichischer Drehbuchautor (* 1903)

### April bis Juni
April

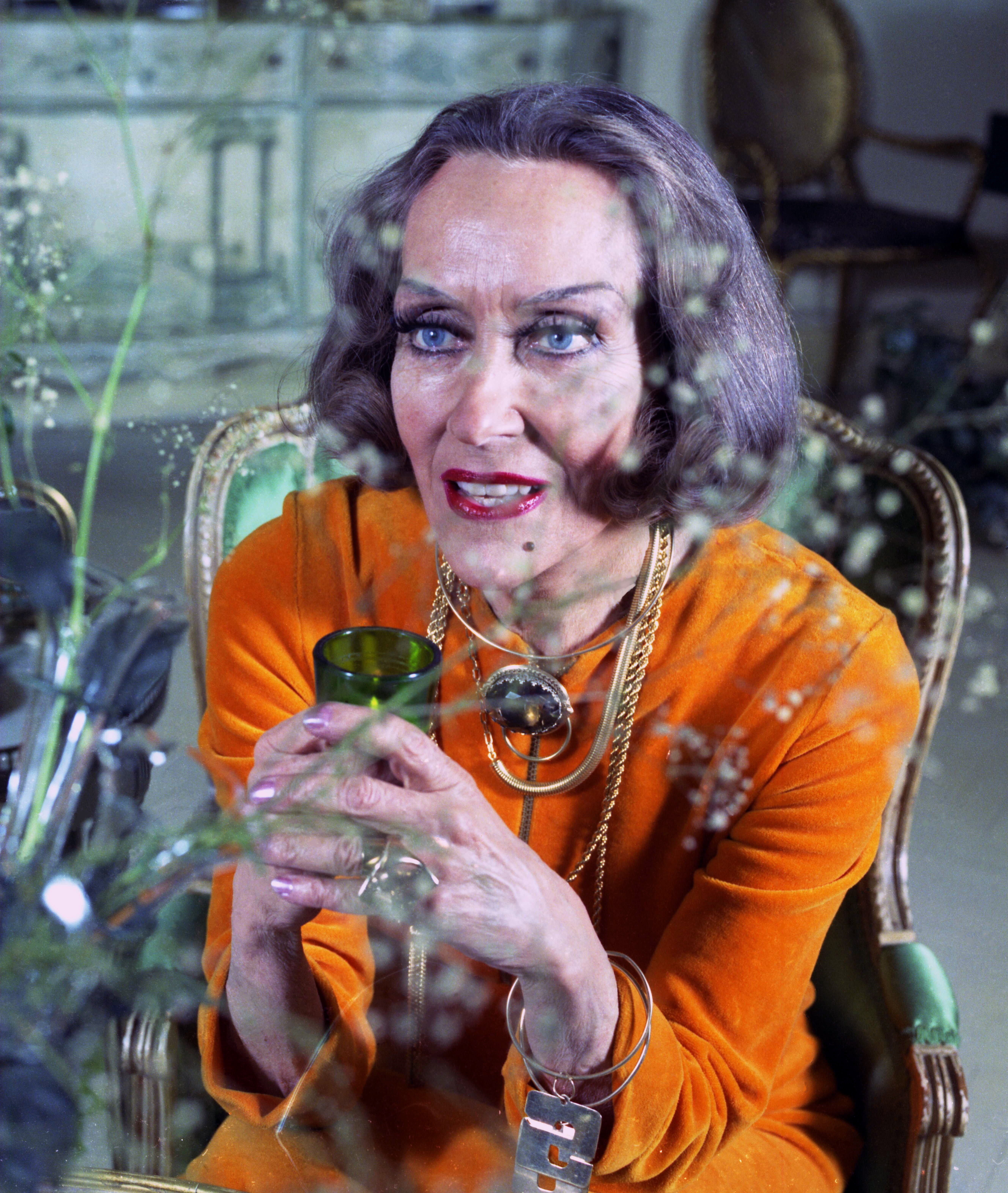
Gloria Swanson (1899–1983)

- 03. April: Aleksander Ścibor-Rylski, polnischer Drehbuchautor und Regisseur (* 1928)
- 04. April: Jacqueline Logan, US-amerikanische Schauspielerin (* 1901)
- 04. April: Gloria Swanson, US-amerikanische Schauspielerin (* 1899)
- 07. April: Kenyon Hopkins, US-amerikanischer Komponist (* 1912)
- 11. April: Dolores del Río, mexikanische Schauspielerin (* 1905)
- 21. April: George Khoury, ägyptisch-amerikanischer Schauspieler (* 1912)
- 22. April: Lamberto Maggiorani, italienischer Schauspieler (* 1909)
- 22. April: Walter Slezak, österreichisch-amerikanischer Schauspieler (* 1902)
- 23. April: Selena Royle, US-amerikanische Schauspielerin (* 1904)

Mai
- 01. Mai: Joseph Ruttenberg, US-amerikanischer Kameramann (* 1889)
- 04. Mai: Grete Reinwald, deutsche Schauspielerin (* 1902)
- 04. Mai: Shūji Terayama, japanischer Regisseur (* 1935)
- 05. Mai: John Williams, britischer Schauspieler (* 1903)
- 17. Mai: Victor Halperin, US-amerikanischer Regisseur (* 1895)
- 30. Mai: Burnett Guffey, US-amerikanischer Kameramann (* 1905)

Juni
- 18. Juni: Michael Toost, österreichischer Schauspieler (* 1927)
- 18. Juni: Dieter Wieland, deutscher Schauspieler (* 1929)
- 23. Juni: Jonathan Latimer, US-amerikanischer Drehbuchautor (* 1906)

### Juli bis September
Juli

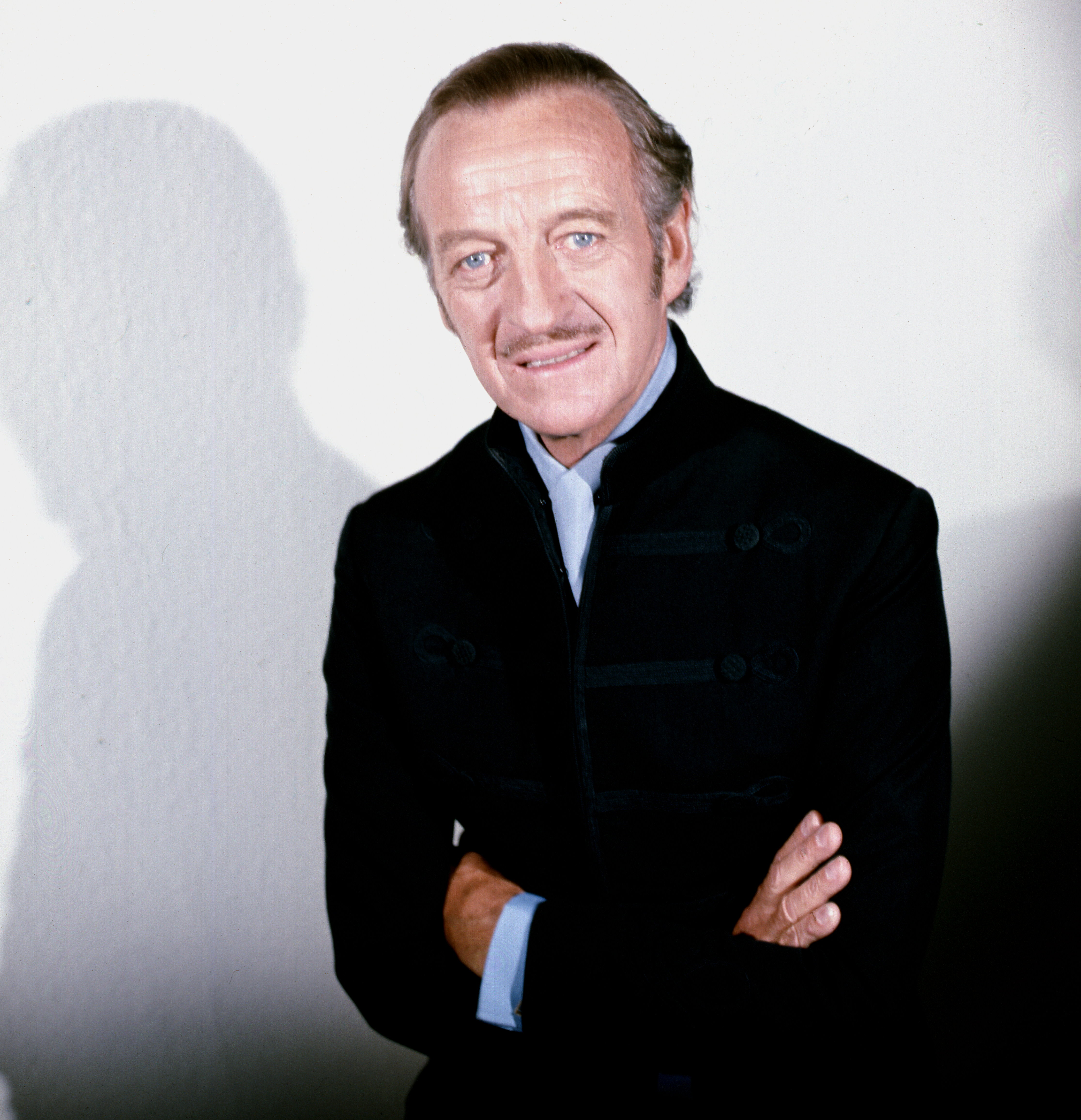
David Niven (1910–1983)

- 01. Juli: Charles G. Clarke, US-amerikanischer Kameramann (* 1899)
- 10. Juli: Wolfgang Lukschy, deutscher Schauspieler (* 1905)
- 19. Juli: Erik Ode, deutscher Schauspieler (* 1910)
- 23. Juli: Georges Auric, französischer Komponist (* 1899)
- 29. Juli: David Niven, britischer Schauspieler (* 1910)
- 29. Juli: Luis Buñuel, Filmemacher und surrealistischer Regisseur (* 1900)
- 29. Juli: Raymond Massey, kanadischer Schauspieler (* 1896)
- 30. Juli: Lynn Fontanne, britische Schauspielerin (* 1887)

August
- 03. August: Carolyn Jones, US-amerikanische Schauspielerin (* 1930)
- 15. August: Marc Porel, französischer Schauspieler (* 1949)
- 29. August: Simon Oakland,  US-amerikanischer Schauspieler (* 1915)

September
- 15. September: LeRoy Prinz, US-amerikanischer Choreograf und Regisseur (* 1895)

### Oktober bis Dezember
Oktober
- 08. Oktober: Joan Hackett, US-amerikanische Schauspielerin (* 1934)
- 10. Oktober: Ralph Richardson, britischer Schauspieler (* 1902)
- 13. Oktober: Nils Asther, schwedischer Schauspieler (* 1897)
- 14. Oktober: Paul Fix, US-amerikanischer Schauspieler (* 1901)
- 15. Oktober: Pat O’Brien, US-amerikanischer Schauspieler (* 1899)
- 19. Oktober: William Hornbeck, US-amerikanischer Filmeditor (* 1901)

November
- 05. November: Eduard Hoesch, österreichischer Kameramann (* 1890)
- 08. November: James Hayden, US-amerikanischer Schauspieler (* 1953)
- 10. November: Jerzy Lipman, polnischer Kameramann (* 1922)
- 15. November: John Le Mesurier, britischer Schauspieler (* 1912)
- 18. November: Walentin Chorell, finnlandschwedischer Drehbuchautor (* 1912)
- 20. November: Marcel Dalio, französischer Schauspieler (* 1900)
- 20. November: Richard Loo, US-amerikanischer Schauspieler (* 1903)
- 25. November: Lotte Eisner, deutsch-französische Filmhistorikerin (* 1896)
- 28. November: Christopher George, US-amerikanischer Schauspieler (* 1929)

Dezember
- 03. Dezember: Angelika Hauff, österreichische Schauspielerin (* 1922)
- 05. Dezember: Robert Aldrich, US-amerikanischer Regisseur (* 1918)
- 08. Dezember: Slim Pickens, US-amerikanischer Schauspieler (* 1919)
- 13. Dezember: Mary Renault, britische Schriftstellerin (* 1905)
- 17. Dezember: Hal Pereira, US-amerikanischer Szenenbildner (* 1905)
- 28. Dezember: William Demarest, US-amerikanischer Schauspieler (* 1892)